# Portengen
Portengen est un village situé dans la commune néerlandaise de Stichtse Vecht, dans la province d'Utrecht.
Portengen était une commune indépendante du 1er janvier 1818 jusqu'au 8 septembre 1857. En 1840, la commune comptait 7 maisons et 55 habitants. La partie méridionale du village de Portengen, appelée Zuideinde, ne faisait pas partie de la commune, mais de celle de Laag-Nieuwkoop.
En 1857, elle fut supprimée et partagée entre les communes de Ruwiel (la partie Noordeinde) et Breukelen-Nijenrode (la partie centrale du village). La partie sud restait à Laag-Nieuwkoop. Depuis 1989, les différentes parties du village appartiennent tous à la même commune, celle de Breukelen.

## Référence
1. ↑  Alphabetisch register van alle bewoonde oorden des Rijks, Departement van Oorlog, Éd. Erven Doorman, 's-Gravenhage, 1850
2. ↑  Hoven, Frank van den, De Topografische Gids van Nederland, 1997, Éd. Filatop, Amersfoort